# Косика
Косика — село на правом берегу Волги в Енотаевском районе Астраханской области, административный центр и единственный населённый пункт муниципального образования «Косикинский сельсовет». Население — 559 (2021)

## История
Г. А. Фёдоровым-Давыдовым в селе Косика была раскопана могила сарматского правителя, вещи которого составили коллекцию Астраханского государственного музея-заповедника «Золото сарматов».
Официально село Косика было учреждено указом Екатерины II в июле 1777 года как очередной казачий форпост и было отнесено к Замьяновскому казачеству. Согласно Списку населённых мест Астраханской губернии в 1859 году в казачьей станице Косикинской имелось 102 двора, православная церковь, училище, почтовая станция, проживало 358 души мужского и 360 женского пола.
В 70-х годах XX века село Косика относилось к Владимировскому сельсовету Енотаевского района, затем к Восточинскому, Табун-Аральскому. В результате разукрупнения администрации местного самоуправления села Ленино, в соответствии с постановлением администрации Енотаевского района от 04.11.1993 года № 193 «Об образовании Косикинского сельсовета», начала свою деятельность администрация Косикинского сельсовета.
Как муниципальное образование «Косикинский сельсовет» зарегистрировано управлением юстиции Астраханской области 19 ноября 1996 года.
В июле 2009 года сотрудниками Астраханского историко-архитектурного музея-заповедника близ села был найден скелет бизона.

## Общая физико-географическая характеристика
Село расположено в пределах Прикаспийской низменности, на границе Чёрных земель и Волго-Ахтубинской поймы, на правом, высоком, берегу ерика Енотаевка, на высоте 15 метров ниже уровня мирового океана.Почвы бурые солонцеватые и солончаковые. Почвообразующие породы - пески.
По автомобильной дороге расстояние до областного центра города Астрахани составляет 120 км, до районного центра села Енотаевка — 28 км. У села проходит федеральная автодорога "Каспий"
Климат
Климат резко-континентальный, крайне засушливый (согласно классификации климатов Кёппена-Гейгера — Bsk). Среднегодовая температура воздуха положительная и составляет + 9,4 °C, средняя температура самого холодного месяца января - 6,5 °C, самого жаркого месяца июля + 25,0 °C. Расчётная многолетняя норма осадков — 235 мм. Наименьшее количество осадков выпадает в феврале (13 мм), наибольшее в июне (26 мм)
Часовой пояс
Косика, как и вся Астраханская область, находится в часовой зоне МСК+1. Смещение применяемого времени относительно UTC составляет +4:00.

## Население
| 1859 |
| ---- |
| 718  |

| 2002 | 2010 | 2012 | 2013 | 2014 | 2015 | 2016 |
| ---- | ---- | ---- | ---- | ---- | ---- | ---- |
| 574  | ↘563 | ↗596 | ↗599 | ↘590 | ↘589 | ↘588 |
| 2017 | 2018 | 2019 | 2020 | 2021 |      |      |
| ↗591 | ↘566 | ↘540 | ↘520 | ↗559 |      |      |

Этнический состав
| Национальность | Численность (2010) | Процент |
| -------------- | ------------------ | ------- |
| Казахи         | 277                | 48,8%   |
| Русские        | 205                | 36,1%   |
| Чеченцы        | 7                  | 9,9%    |
| Таджики        | 6                  | 1,1%    |
| Корейцы        | 5                  | 0,9%    |
| Армяне         | 4                  | 0,7%    |
| Ингуши         | 4                  | 0,7%    |
| Ногайцы        | 4                  | 0,7%    |
| Не указана     | 7                  | 1,2%    |
| Всего          | 568                | 100%    |

## Известные уроженцы
- Тоузаков, Евгений Александрович (1922-1995) — советский военачальник, генерал-полковник.